# Корінне (Куп'янський район)
Корінне — колишнє село в Дворічанському районі Харківської області, підпорядковувалося Петрово-Іванівській сільській раді.
Село знаходилося на правому березі річки Верхня Дворічна, вище за течією за 3 км — Колодязне, нижче за течією прилягає до Митрофанівки, на притилежному березі — Нововасилівка. Корінне приєднане до Митрофанівки, дата невідома.